# 侯悦
侯悦（1970年5月—），女，中华人民共和国外交官，现任中华人民共和国驻挪威王国特命全权大使。

## 生平
侯悦曾任外交部驻澳门特派员公署公共外交和新闻部主任。2015年，任外交部香港澳门台湾事务司副司长。2020年，升任外交部香港澳门台湾事务司司长。2023年1月，出任中华人民共和国驻挪威大使。